# Всенародне обговорення
Всенародне обговорення — одна з форм безпосередньої демократії, що сприяє активному включенню громадян, трудових колективів, громадських організацій до процесу вироблення та прийняття рішень в сфері державних і значущих соціальних і громадських питань. В Україні має рекомендаційний характер, але відіграє важливу роль у реалізації права громадян на участь в управлінні державними та суспільними справами. Завдяки В. о. з'ясовується громадська думка, яка враховується при прийнятті рішень державними органами.